# Wagenborgen
Wagenborgen (53° 15′ N, 6° 56′ L) é uma cidade dos Países Baixos, na província de Groninga. Wagenborgen pertence ao município de Delfzijl, e está situada a 25 km, a leste de Groningen.
Em 2001, a cidade de Wagenborgen tinha 1755 habitantes. A área urbana da cidade é de 0.78 km², e tem 648 residências.
A área de Wagenborgen, que também inclui as partes periféricas da cidade, bem como a zona rural circundante, tem uma população estimada em 1980 habitantes.